# Morpho terrestris
Morpho terrestris är en fjärilsart som beskrevs av Butler 1866. Morpho terrestris ingår i släktet Morpho och familjen praktfjärilar. Inga underarter finns listade i Catalogue of Life.